# Abditoloculina
Abditoloculina is een geslacht van uitgestorven kreeftachtigen uit de klasse van de Ostracoda (mosselkreeftjes).

## Soorten
- Abditoloculina binodata Kesling & Peterson, 1958 †
- Abditoloculina cavimarginata (Ulrich, 1900) Kesling, 1952 †
- Abditoloculina clausa Berdan & Copeland, 1973 †
- Abditoloculina clavicavosa Kesling & Peterson, 1958 †
- Abditoloculina eminens Kesling & Peterson, 1958 †
- Abditoloculina filaloculina Tillman & Murphy, 1978 †
- Abditoloculina fundiornata Kesling & Peterson, 1958 †
- Abditoloculina insolita Kesling, 1952 †
- Abditoloculina lipuensis Zhang (K.), 1982 †
- Abditoloculina obesivelata Kesling & Peterson, 1958 †
- Abditoloculina palpebrata Kesling & Peterson, 1958 †
- Abditoloculina prominens Kesling & Peterson, 1958 †
- Abditoloculina pulchra Kesling, 1955 †
- Abditoloculina pumila Kesling & Peterson, 1958 †
- Abditoloculina pusilla Kesling & Peterson, 1958 †
- Abditoloculina quinqueloculina Tillman & Murphy, 1978 †
- Abditoloculina repanda Kesling & Peterson, 1958 †
- Abditoloculina septiloculina Tillman & Murphy, 1978 †
- Abditoloculina triloculata Copeland, 1977 †